# 朱貴烆
松滋安惠王朱貴烆（1404年—1442年），明朝遼藩第一代松滋王，遼簡王朱植的庶第八子。

## 生平
永樂二年（1404年），封松滋王。
正統七年（1442年），朱貴烆去世，享年三十九歲，諡號安惠。四年後，嫡長子朱豪垔襲爵。

## 家庭

### 妻
- 胡氏，荊州左衛指揮僉事胡清妹，宣德二年（1427年）冊為松滋王妃[3]

### 子孫
- 嫡長子：松滋靖簡王朱豪垔
- 第二子：鎮國將軍朱豪塽[4]
  - 第一子：輔國將軍朱恩釲，天順二年（1458年）七月賜名[5]
  - 第二子：輔國將軍朱恩鉆，天順四年（1460年）三月賜名[6]
  - 子：輔國將軍朱恩鐐，最遲至成化二十年（1484年）九月已去世。夫人趙氏[7]
  - 子：輔國將軍朱恩鉈
    - 嫡子：奉國將軍朱寵瀏[8]，弘治五年（1492年）八月賜名[9]

  - 子：輔國將軍朱恩鎰，弘治五年（1492年）二月被革去冠服歲祿[10]
- 第三子：朱豪埉[11]

### 女
- 第一女：上津縣主，儀賓袁鏞[12]
- 第二女：臨武縣主，儀賓杜通
- 第三女：邵陽縣主，儀賓楊伯川[13]